# Lovusjka dlja odinokogo muzjtjiny
Lovusjka dlja odinokogo muzjtjiny (russisk: Ловушка для одинокого мужчины) er en sovjetisk spillefilm fra 1990 af Aleksej Korenev.

## Medvirkende
- Nikolaj Karatjentsov som Daniel Courban
- Jurij Jakovlev
- Irina Sjmeleva
- Venyamin Smekhov som Curé
- Innokentij Smoktunovskij som Merlouche